# Трансильвания (княжество)
Кня́жество Трансильва́ния (лат. Principatus Transsilvaniae, венг. Erdélyi Fejedelemség, нем. Fürstentum Siebenbürgen, тур. Erdel Voyvodalığı или Transilvanya Prensliği, рум. Principatul Transilvaniei) — государственное образование, существовавшее с 1570 по 1711 год на территории Трансильвании. Его территория, помимо земель Трансильванского воеводства, также включала восточную часть Венгрии — так называемый Парциум. Создание княжества связано с Шпайерским договором, однако в значительной мере в формировании образа Трансильванской монархии имел статус князя Иштвана как польского короля.
Княжество Трансильвания было символом выживания венгерской государственности, отстаивая венгерские интересы от посягательств и противопоставляя себя монархии Габсбургов, властвовавших в Венгерском королевстве.

## История
Княжество Трансильвания было образовано в 1570 году, когда Янош II Запольяи отказался от своих претензий на венгерский престол по условиям Шпейерского договора и стал князем Трансильвании. Договор также признавал, что княжество Трансильвания оставалось в вассальной зависимости от Венгерского королевства.
Род Баториев пришел к власти в княжестве после кончины Яноша II в 1571 году. Он завещал свой трон своему казначею, Каспару Бекешу, но аристократия не приняла это решение и выбрала Иштвана Батори (Стефана Батория) в качестве воеводы. Это привело к короткой гражданской войне, которая закончилась победой Батория.
Вплоть до 1602 года княжество находилось под сюзеренитетом османов, а затем (ненадолго) — Габсбургов. Приход к власти Баториев ознаменовал становление княжества Трансильвания как полунезависимого государства.
Молодой Стефан Баторий, первый сильный князь Трансильвании, венгерский католик, впоследствии стал королём Польши и великим князем Литовским. Он обязался не ограничивать религиозную свободу, издав Турданский эдикт, но со временем стал интерпретировать это обязательство во все более узком смысле. Последний правитель Трасильвании из рода Баториев — Жигмонд Батори — вступил в союз со Священной Римской империей в войне против турок.
В марте 1599 года трансильванский князь Жигмонд Батори отказался от княжеского престола в пользу своего двоюродного брата, вармийского князя-епископа и кардинала Анджея Батория, ставленника Польши. В октябре 1599 года в битве при Шелимбере Анджей Баторий потерпел поражение от армии валашского господаря Михая Храброго, который оккупировал Трансильванию.
В Трансильвании власть Михая с самого начала была очень непрочной. Местные феодалы опасались, что дело идёт к засилью выходцев из Валахии и к уменьшению их собственного влияния. Устроив переворот, трансильванская знать выгнала представителей Михая Храброго и 4 февраля 1601 года вновь избрала своим князем Жигмонда Батори, который к этому времени собирал новое войско под Коложваром.
После 1601 года княжество в течение короткого времени было под властью императора Рудольфа I, который инициировал германизацию населения, чтобы вернуть княжество в католицизм. В 1604—1606 годах венгерский дворянин Иштван Бочкаи возглавил успешное восстание против австрийского господства. Иштван Бочкаи был избран князем Трансильвании 5 апреля 1603 года. Он достиг со Священной Римской империей мира по договору в Вене в 1606 году. По условиям мира Трансильвания получила религиозную свободу и политическую самостоятельность, восстановление всех конфискованных имений, отмену всех «неправедных» суждений, а также признание Бочкаи в качестве независимого князя Трансильвании.

Княжество Трансильвания в 1606—1660 годах.

При преемниках Бочкаи Трансильвания пережила свой золотой век, особенно в правление Габора Бетлена и Дьёрдя I Ракоци. Габор Бетлен, правивший с 1613 по 1629 годы, постоянно срывал все усилия немецкого императора присоединить Трансильванию и завоевал репутацию за рубежом, отстаивая протестантизм. Три раза он вел войну с императором, дважды был провозглашен королём Венгрии, а по результатам мира в Никольсбурге (31 декабря 1621 года) получил подтверждение условий Венского договора 1606 года, а также семь дополнительных округов в северной Венгрии.
Преемник Бетлена, Дьёрдь I Ракоци, также успешно сопротивлялся немецкому давлению. Его главным достижением стал Линцский мир (16 сентября 1645 года), последний политический триумф венгерского протестантизма, который вновь подтверждал условия Венского мира. Бетлен и Дьёрдь I Ракоци также много сделали для образования и культуры, их правление справедливо называют золотым веком Трансильвании. Они щедро выделяли деньги на украшение своей столицы Алба-Юлии, которая стала главным оплотом протестантизма в Восточной Европе. Во время их правления Трансильвания также была одной из немногих европейских стран, где католики, кальвинисты, лютеране и унитарии жили во взаимной терпимости.
Падение Надьварада (1660) послужило началом периода упадка княжества Трансильвания: Габсбурги стали обретать все больший контроль над этой территорией. Князь Янош Кемени провозгласил независимость Трансильвании от османов (апрель 1661) и обратился за помощью к Вене, но секретное немецко-османское соглашение привело лишь к дальнейшему повышению влияния Габсбургов в княжестве. После поражения Османской империи в битве под Веной в 1683 году Габсбурги постепенно начали вводить свои законы на территории ранее автономной Трансильвании. В конце XVII века Трансильвания была присоединена к империи Габсбургов как часть Венгрии, местные правители теперь избирались с ведома императора. С 1711 года Габсбурги установили полный контроль над Трансильванией, и князья были заменены губернаторами.

## Политическая система
По форме правления Трансильвания была сословно-представительной монархией. Князь избирался Государственным собранием, в котором наряду с крупными венгерскими магнатами участвовали представители трёх привилегированных народов — венгерского дворянства, патрициата сакских городов и секейской знати. Влахи, составлявшие в конце средневековья значительную часть населения Трансильвании, не входили в число привилегированных «наций» и, за редким исключением, не участвовали в государственном собрании и не обладали политической властью в стране. Сословное представительство играло в Трансильвании бо́льшую роль, чем в габсбургской Венгрии, благодаря сильным позициям мелкого и среднего дворянства.
Трансильванское княжество, став вассалом Турции, вошло в систему подвластных султану территорий. Юридически Трансильвания сохраняла внутреннюю автономию, но не могла вести самостоятельной внешней политики, должна была выплачивать Турции ежегодную дань — харадж, поставлять Порте продовольствие, оказывать ей помощь войсками. Однако очень скоро Высокая Порта стала нарушать автономию княжества. Инициативы в области внешних сношений должны были получить одобрение Порты.
Начиная со времени Стефана Батори султан всё чаще вмешивался в выборы князя, навязывая Государственному собранию Семиградья угодную ему кандидатуру. Находясь в сфере интересов Порты, трансильванские князья не могли в полной мере реализовать свои внешнеполитические прерогативы и вынуждены были подчиняться султану.

## Население
Трансильвания является регионом, состоящим из гор, рек и изолированных равнин. Их совокупность в средние века представляла собой географическую аномалию – зажиточные и густонаселенные горные крепости.
К концу XVI столетия княжество насчитывало более 1 млн жителей: около 560 тыс. венгров, около 330 тыс. валахов (33 % населения; есть свидетельство источника о 25 % в 1549—1573 гг.), около 90 тыс. немцев (саксов, «сасов»), около 85 тыс. представителей других этнических общностей.
Во второй половине XVII в.— начале XVIII в. 45—50 % населения Трансильванского княжества составляли мадьяры, 10—15 — немцы, 30—40 % — влахи. К 1760 г. доля влахов равнялась уже 60 %, по другим подсчетам — 66,46 %.
Согласно же Джорджу Уайту, в 1600 году валахи, являвшиеся в основном крестьянами, уже составляли более 60 процентов населения. Эта теория находит поддержку у Иона Арделяну, который заявляет, что романоязычное населения представляло «подавляющее большинство» в период правления Михая Храброго.
К 1660, согласно Миклошу Молнару, население княжества составляло 955 000 человек (с учётом населения Парциума): из них 500 000 венгров (в том числе 250 000 секеев), 280 000 валахов, 90 000 саксов и 85 тысяч сербов, украинцев и представителей других национальностей.
По Бенедеку Янчо в начале XVIII века в Трансильвании было 250 000 валахов, 150 000 венгров и 100 000 саксов.
Карой Кочиш и Эстер Ходоши утверждают, что венгры были доминирующей этнической группой до второй половины XVII века, когда валахи стали большинством. Согласно их исследованиям, население княжества Трансильвания имело следующую структуру населения: в 1595 году из общей численности населения в 670 000 человек 52,2 % были венграми, 28,4 % являлись валахами, 18,8 % — немцами; в 1720 году, из общей численности населения в 806 221, 49,6 % были валахами, 37,2 % — венгры, 12,4 % — немцы.